# Vòrs e Bar
Vòrs e Bar (en francès Bor-et-Bar) és un municipi francès situat al departament de l'Avairon i a la regió d'Occitània. Limita amb els municipis de Sent Andriu de Najac, La Folhada, Lunac, L'Escura-Jaul, Jocavièlh i Montirat.

## Demografia
| 1962                                       | 1968 | 1975 | 1982 | 1990 | 1999 | 2006 |
| ------------------------------------------ | ---- | ---- | ---- | ---- | ---- | ---- |
| 282                                        | 315  | 285  | 241  | 206  | 203  | 189  |
| Des de 1962: població sense dobles comptes |      |      |      |      |      |      |

## Administració
| Període | Identitat       | Partit |
| ------- | --------------- | ------ |
| 2001-   | Claude Couronne |        |